# Tatuyo

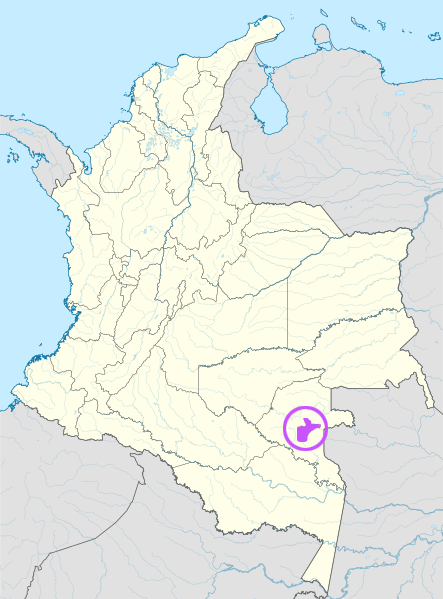
Tatuyo.

I Tatuyo sono un gruppo etnico della Colombia, con una popolazione stimata di circa 587  persone che parlano la lingua Tatuyo (codice ISO 639: TAV).
Vivono lungo i fiumi Pira-Paraná e Papurí, nel dipartimento di Vaupés.